# 俊藤浩滋
俊藤 浩滋（しゅんどう こうじ、1916年11月27日 - 2001年10月12日）は、日本の映画・テレビドラマのプロデューサー。本名：俊藤 博（しゅんどう ひろし）。神戸市長田区出身。
女優の富司純子は娘。孫に女優の寺島しのぶ、歌舞伎俳優の八代目 尾上菊五郎がいる。上羽秀は後妻。

## 来歴
夜間の神戸市立第二神港商業学校卒業。山口組最高幹部であった菅谷政雄とは同郷の幼馴染で、親友であった。太平洋戦争時には徴兵や軍需工場への動員で過ごすが、御影町の五島組（ごしまくみ）の賭場に通うなかで、大野福次郎（1900年 - 1953年）と出会った。大野は旧姓を五島といい大野家に養子となったが、兄弟は男だけの9人兄弟で長男の五島清吉を含め4人がヤクザとなった家系である。大野は、御影町の旧家の出身で全国の博徒や右翼と交際した旦那やくざの嘉納健治の子分となり、山形の下に「丁」のヤマチョウの代紋を継承した五島組を興し沿岸荷役のほとんどを独占した。戦時中は嘉納と親交のあった岩田愛之助の紹介で上海に進出した。戦後は山口組、本多会と並ぶ神戸の御三家としてあらゆる資金源を開拓した。俊藤は五島組の興行を手伝っていたとされる。このため東映内部においても「あのひとは玄人上がり」という声が残っている。
結婚していたが別居し、1948年、当時松竹の経営人の一人である白井信夫に身受けされていた上羽秀（後にバー「おそめ」のママとなり、小説・映画『夜の蝶』のモデル）と出会い、同居するようになった。大佛次郎・川端康成・小津安二郎・白洲次郎・川口松太郎などが贔屓して集まる「おそめ」にも顔を出すことで、この夜の社会からマキノ雅弘の映画撮影の手伝いや、巨人監督を辞めた水原茂の東映フライヤーズ監督招聘などで、東映社長の大川博や岡田茂と縁を深めていった。1960年には、京都の御池に320坪の「おそめ会館」を開業し、ダンスホールやナイトクラブを経営した。
同年、実質東映のゼネラルマネージャー的立場にあった岡田茂に「俺をプロデューサーにしてくれないか」と頼み岡田からの依頼で鶴田浩二の東宝からの引き抜きに成功したことで東映で鶴田のマネージャー兼プロデューサー見習いを始めることとなる。1962年、また名前はクレジットされなかったが、『アイ・ジョージ物語 太陽の子』を初プロデュース。1964年の『大笑い殿さま道中』より企画者の一人として名前が記されるようになった。同年、東映京都撮影所所長に復帰した岡田が任侠映画路線に本腰を入れるための先兵として本格的に任侠映画のプロデューサーとなる。それまでプロデュースした映画で分かるように、俊藤には任侠映画という発想は全くなかった。岡田が時代劇から容易に転用できる任侠映画の制作を着想し、岡田「あんたの体験を写真にしてもらいたい」、俊藤「馬鹿言え。わしはヤクザやないで」、岡田「不良性感度の強いもの、濃いいもんを作って欲しいんや。テレビの中に絶対出てこんもんや。博打場、鉄火場、いつもドスを懐に忍ばせているような世界や」、俊藤「やれいうんなら、ほんなもんすぐでけるで。責任は取らへんど」、岡田「責任はわしが取る。あんた作るだけや」というようなやりとりがなされた。東映任侠映画路線の生みの親は岡田であり俊藤ではない。映画のことをろくに知らない俊藤に岡田が腹心の吉田達プロデューサーに「俊藤が映画をやりてえっていうから、教えてやれ」と命令し、俊藤は東映で仕事を始めた。俊藤も岡田にプロデューサーとしての才能を見出された人物である。鶴田浩二主演の『博徒』や高倉健主演『日本侠客伝』が大ヒットしたことで頭角を現す。1965年以降も『昭和残侠伝シリーズ』、『極道シリーズ』、『緋牡丹博徒シリーズ』などを次々ヒットさせ、岡田と俊藤は天下無敵のコンビ（俊藤曰く）を組み、任侠映画で一時代を築いた。任侠映画は「実録映画」が登場するまで約10年隆盛を迎える。俊藤は「仁侠映画が隆盛のころ、岡田所長と新しい企画を相談するときは、いつも15分から20分ほどで決まった。二人で話すうち、『こんなのはどうや』『おもろいな。それいこうか』といった調子で、会議といえるほどのものではなく、彼は私を信頼してくれた。企画を東京本社での会議に出すのは岡田所長の役割で、今度はこんなシャシンを撮る、そのつぎはこれ、と、スケジュールを立てていく。反対する者なんかいない。そうやってつくる映画がどんどん当たった。岡田所長はワンマンな私を随分バックアップしてくれた。その意味で、岡田茂と私は持ちつ持たれつな仲でやってきた。二人が組まなかったら、あれだけの任侠映画の一時代は生み出せなかったと思う」などと述べている。
俊藤がプロデュースしたヤクザ映画は、義理・人情・男の怒りといった主題が主体であり、脚本家たちも俊藤の意向に沿って執筆してきたものの、笠原和夫・高田宏治らは人間の持つ弱さ・卑怯さといったドラマツルギーを無視し、ヤクザを美化しすぎた俊藤スタイルに不満を募らせていた。しかし興行として成功していたため、東映はこのようなヤクザ映画を中心に1972年まで量産し続けた。岡田は東映のゼネラルマネージャー的立場にあって全体を統括しなければならず、この頃、映画製作よりも困難を極めた京撮のリストラという大きなミッションがあった。このため俳優にしっかり付くことはできなくなり、俳優の売り出しに実績を挙げ始めた俊藤が俳優を抱えだした。勿論、面倒見がよかったということもあるが、裏社会に顔の利く俊藤は、スターたちがトラブルに巻き込まれた時に恩を売る、あるいはギャラ交渉や配役の変更などスターに代わって会社と交渉してやることで恩義を売り彼らを傘下に置いた。岡田が任侠路線と平行して、エログロ映画や喜劇などにも路線を拡げ、特に1967年の『大奥(秘)物語』あたりから、東映ポルノが本格化し、これらを俊藤の手掛ける任侠映画と二本立てで組合せることで両方が際立つ効果をもたらし、高い興行成績を挙げた。岡田がプロデュースした1968年の『徳川女系図』ではピンク映画の女優が全裸で東映京都撮影所を走り回って恐慌をきたし、若山富三郎や鶴田浩二らが強く反撥した。しかし『徳川女系図』は菅原文太主演の『網走番外地 吹雪の斗争』を上回る大ヒットとなった。1972年の藤純子（富司純子）引退を境に、任侠映画は成績に翳りが見えて1973年『仁義なき戦い』が大ヒットすると岡田は「任侠路線」から「実録路線」に転換しようとした。このため任侠映画のスターを抱えていた俊藤と後に確執が生まれた。有名な「鶴田浩二も高倉健もしばらく止めや」は、岡田が直接俊藤に言い放ったセリフであった、と俊藤は語っている。ただ高倉は任侠映画に飽きていたといわれる。俊藤は東映に居場所を失いつつあった。俊藤は東映と縁を切り、抱えていたスターと会社に不満を持つスタッフを引き連れて「オスカープロダクション」を作ったが、その情報をつかんだ岡田は高岩淡と翁長孝雄に命じてこの阻止にかかり、スター一人一人を説得してまわり、結果、俊藤の下には誰も集まらなかった。またスポーツニッポンに岡田との確執の記事がデカデカと載った。岡田と俊藤の仲違いを憂いた高岩が岡田を説得し結局、五島昇を仲介に立て和解をし、俊藤は参与のゼネラルマネージャーに就任した。岡田と俊藤の手打ち作品として企画されたのが『山口組三代目』となる。しかし、1974年12月、前売券不正事件で参与の肩書を外され、東映本社から京都撮影所に戻る。
これ以降、俊藤はアメリカ映画の『ザ・ヤクザ』（1974年、Warner Bros.）、香港との合作作品である『ゴルゴ13 九竜の首』（1977年、東映/嘉倫電影）、『ダイナマイトどんどん』（1978年、大映）など、東映以外の作品も手掛ける転機にもなった。1980年代に入ると個人事務所・藤映像コーポレーション名義で、時代劇『悪党狩り』（1980年 - 1981年、東京12チャンネル/松竹）と刑事ドラマ『警視庁殺人課』（1981年、テレビ朝日/東映）の製作にも携わるなどテレビドラマへの進出を図り、以降はかつてほどの本数ではないが、再びヤクザ映画を中心に制作した。
2001年10月12日午前0時25分、肝不全のため死去。84歳没。『修羅の群れ』（2002年）が遺作となったが、最後までヤクザ映画の製作に意欲を燃やしていた。
マキノ雅弘は「俊藤の牛耳り方があまり感心できなかった。プロデューサーの範囲を越えて、企業家みたいな気になっちゃったんだな。金を出すのは会社なのに、人のフンドシで小遣いやって『兄弟の盃しよう』とか『お前、俺の若い者になれ』というやり方だからね。俊藤より前にいた奴がみんな子分みたいになっちゃって、他のプロデューサーもみんなあいつに頭が上がらなくなったんだ。しまいには『今度はマキノを使おうか』てなもんでしたな。プロデューサーが監督より偉いなんてことないのに、あいつはそう思い込んじゃった。やくざ映画ブームをつくったといっても、殺されたら仇討ちに行くという同じパターンのものばかりだ。『忠臣蔵』の小物みたいなものしか作ってなくて、題名が違っていただけだから。やくざの世界を勧善懲悪に置き換えたという点が新しかっただけでしょ。ワシらでさえ撮って行き詰ったんだから。マンネリになったらおしまいだということを知らなかったんじゃないかな。同じ方向を向いてた岡田茂とも、やくざ映画が下火のころには意見が合わなくなって、岡田が社長になるとき俊藤は対立する立場だった。岡田にしても東映でポルノを始めた元祖だからね。ハッキリいえば二人とも、映画人としてはゲテモノなんです」と述べている。
俊藤の葬儀には葬儀委員長を務めた岡田茂東映会長（当時）以外の東映の関係者はほとんど参列せず。富司ら親族以外の俳優では、弔辞を読んだ菅原文太と長門裕之、里見浩太朗、品川隆二の4人だけだったという。

## 人物
若いころに賭場に出入りしたことで、多くのヤクザとの知己を生かし本物の所作を取り入れることができ、他社のヤクザ映画とは一線を画す作品を送り出した。体に文身を入れているとも噂が立ったが、本人は尋ねた人に「見てみますか?」と笑って流した。

## 作品
※括弧内は日本国内での封切日と制作会社。京都は東映京都撮影所、東京は東映東京撮影所。但し書きが無い項目は企画した作品。

### 映画

#### 東映

##### 1964年
- 大笑い殿さま道中 (2月1日、京都)
- 次郎長三国志 (2月8日、京都)
- 隠密剣士 (3月28日、京都)
- 悪坊主侠客伝 (6月20日、京都)
- 博徒 (7月11日、京都)
- 忍者部隊月光 (7月28日、東京)
- 続・隠密剣士 (8月1日、京都)
- 日本侠客伝 (8月13日、京都)
- 監獄博徒 (10月21日、京都)
- 博徒対テキ屋 (12月24日、京都)

##### 1965年
- 顔役 (1月3日、東京)
- 日本侠客伝 浪花篇 (1月30日、京都)
- バラケツ勝負 (2月13日、京都)
- いれずみ判官 (2月25日、京都)
- 孤独の賭け (3月10日、東京)
- 可愛いあの娘 (3月31日、東京)
- 関東流れ者 (4月18日、京都)
- 大勝負 (5月8日、京都)
- 色ごと師春団治 (5月22日、京都)
- 暗黒街仁義 (6月13日、東京)
- 蝶々雄二の夫婦善哉 (6月27日、京都)
- 関東やくざ者 (7月10日、東京)
- 日本侠客伝 関東篇 (8月12日、京都)
- 次郎長三国志 甲州路殴り込み (8月25日、京都)
- 明治侠客伝 三代目襲名 (9月18日、京都)
- 昭和残侠伝 (10月1日、東京)
- 任侠男一匹 (10月15日、東京)
- 天保遊侠伝 代官所破り (10月24日、京都)
- 関東破門状 (10月31日、京都)
- 無頼漢仁義 (12月4日、東京)
- 関東果し状 (12月31日、京都)

##### 1966年
- 昭和残侠伝 唐獅子牡丹 (1月13日、東京)
- 日本侠客伝 血斗神田祭り (2月3日、京都)
- 昭和最大の顔役 (2月25日、東京)
- 日本大侠客 (3月19日、京都)
- 愛欲 (4月1日、東京)
- 兄弟仁義 (4月23日、京都)
- 関東やくざ嵐 (5月3日、京都)
- 三等兵親分 (5月21日、東京)
- 大陸流れ者 (6月19日、東京)
- 男の勝負 (7月1日、京都)
- 博徒七人 (7月9日、京都)
- 昭和残侠伝 一匹狼 (7月9日、東京)
- 続兄弟仁義 (8月13日、京都)
- 日本暗黒街 (8月26日、京都)
- 日本侠客伝 雷門の決斗 (9月17日、京都)
- 侠客三国志 佐渡ケ島の決斗 (10月1日、東京)
- 三等兵親分出陣 (10月1日、東京)
- 任侠柔一代 (10月30日、京都)
- お尋ね者七人 (11月19日、京都)
- 兄弟仁義 関東三兄弟 (12月30日、京都)

##### 1967年
- 暗黒街シリーズ 荒っぽいのは御免出せ (1月14日、京都)
- 日本侠客伝 白刃の盃 (1月28日、京都)
- 博奕打ち (1月28日、京都)
- 懲役十八年 (2月25日、京都)
- 組織暴力 (2月25日、東京)
- 男の勝負 仁王の刺青 (3月10日、京都)
- 解散式 (4月1日、東京)
- 侠客道 (5月3日、京都)
- 博奕打ち 一匹竜 (5月3日、京都)
- 兄弟仁義 続・関東三兄弟 (5月20日、京都)
- あゝ同期の桜 (6月3日、京都)
- 男涙の波門状 (6月17日、京都)
- 日本暗黒史 血の抗争 (6月17日、京都)
- 続組織暴力 (6月29日、東京)
- 北海遊侠伝 (6月29日、東京)
- 博奕打ち 不死身の勝負 (7月8日、京都)
- 昭和残侠伝 血染の唐獅子 (7月8日、東京)
- 渡世人 (7月30日、東京)
- 兄弟仁義 関東命知らず (8月12日、京都)
- 浪花侠客伝 度胸七人斬り (8月26日、京都)
- ギャングの帝王 (8月26日、東京)
- 日本侠客伝 斬り込み (9月15日、京都)
- 男の勝負 関東嵐 (9月18日、京都)
- 侠客の掟 (10月10日、京都)
- 懲役十八年 仮出獄 (10月21日、東京)
- 侠骨一代 (11月1日、東京)
- 任侠魚河岸の石松 (11月23日、京都)
- 続渡世人 (11月23日、東京)
- 三人の博徒 (12月1日、京都)
- 兄弟仁義 関東兄貴分 (12月23日、京都)

##### 1968年
- 人間魚雷 あゝ回天特別攻撃隊 (1月3日、京都)
- 博奕打ち 総長賭博 (1月14日、京都)
- 男の勝負 白虎の鉄 (1月27日、京都)
- 博徒解散式 (2月9日、東京)
- 日本侠客伝 絶縁状 (2月22日、京都)
- 極道 (3月5日、京都)
- 博奕打ち 殴り込み (3月30日、京都)
- 獄中の顔役 (4月19日、東京)
- 代貸 (4月19日、東京)
- 前科者 (5月1日、京都)
- 馬賊やくざ (5月21日、京都)
- あゝ予科練 (6月1日、東京)
- 荒野の渡世人 (6月15日、東京)
- 帰ってきた極道 (6月28日、京都)
- 侠客列伝 (8月1日、京都)
- 極悪坊主 (8月14日、京都)
- 裏切りの暗黒街 (8月14日、東京)
- 兄弟仁義 逆縁の盃 (8月27日、京都)
- いかさま博奕 (9月3日、京都)
- 緋牡丹博徒 (9月14日、京都)
- 兵隊極道 (9月18日、京都)
- ごろつき (10月12日、東京)
- 人生劇場 飛車角と吉良常 (10月25日、東京)
- 横紙破りの前科者 (11月2日、京都)
- 緋牡丹博徒 一宿一飯 (11月22日、京都)
- 極悪坊主 人斬り数え唄 (11月30日、京都)
- 博徒列伝 (12月28日、京都)
- 新網走番外地 (12月28日、東京)

##### 1969年
- 待っていた極道 (1月9日、京都)
- 緋牡丹博徒 花札勝負 (2月1日、京都)
- 現代やくざ 与太者の掟 (2月1日、東京)
- 前科者 縄張荒し (2月21日、京都)
- 昭和残侠伝 唐獅子仁義 (3月6日、東京)
- 旅に出た極道 (3月30日、京都)
- 緋牡丹博徒 二代目襲名 (4月10日、京都)
- 戦後最大の賭場 (4月19日、京都)
- 懲役三兄弟 (5月3日、京都)
- 現代やくざ 与太者仁義 (5月31日、東京)
- 日本侠客伝 花と龍 (5月31日、東京)
- 極悪坊主 念仏人斬り旅 (6月14日、京都)
- 日本暴力団 組長 (7月8日、東京)
- 日本女侠伝 侠客芸者 (7月31日、京都)
- 賞金稼ぎ (8月13日、京都)
- 新網走番外地 流人岬の血斗 (8月13日、東京)
- 組織暴力 兄弟盃 (9月6日、東京)
- ごろつき部隊 (9月19日、京都)
- 女親分 喧嘩渡世 (9月19日、京都)
- 緋牡丹博徒 鉄火場列伝 (10月1日、京都)
- 日本暗殺秘録 (10月15日、京都) ※製作補
- 関東テキヤ一家 (11月8日、京都)
- 日本暴力団 組長と刺客 (11月20日、東京)
- 昭和残侠伝 人斬り唐獅子 (11月28日、東京)
- 五人の賞金稼ぎ (12月13日、京都)
- 渡世人列伝 (12月27日、京都)
- 新網走番外地 さいはての流れ者 (12月27日、東京)

##### 1970年
- 日本女侠伝 真赤な度胸花 (1月9日、京都)
- 極道釜ヶ崎に帰る (1月20日、京都)
- 現代任侠道 兄弟分 (1月20日、東京)
- 血染の代紋 (1月31日、東京)
- 極悪坊主 念仏三段斬り (2月21日、京都)
- 任侠興亡史 組長と代貸 (2月21日、東京)
- 関東テキヤ一家 喧嘩仁義 (3月5日、京都)
- 緋牡丹博徒 お竜参上 (3月5日、京都)
- 博徒一家 (3月29日、京都)
- 現代女刷師 (3月29日、東京)
- 新兄弟仁義 (4月10日、東京)
- 博奕打ち 流れ者 (4月18日、京都)
- 関東テキヤ一家 天王寺の決斗 (5月1日、京都)
- 捨て身のならず者 (5月1日、東京)
- 日本ダービー 勝負 (5月13日、東京)
- 舶来仁義 カポネの舎弟 (5月23日、京都)
- 戦後秘話 宝石略奪 (6月4日、東京)
- 日本暴力団 組長くずれ (6月20日、東京)
- シルクハットの大親分 (6月25日、京都)
- 遊侠列伝 (7月4日、京都)
- 日本女侠伝 鉄火芸者 (8月1日、京都)
- 新網走番外地 大森林の決斗 (8月14日、東京)
- 博徒仁義 盃 (8月28日、京都)
- 札つき博徒 (9月9日、京都)
- 昭和残侠伝 死んで貰います (9月22日、東京)
- 極道兇状旅 (10月3日、京都)
- 人斬り観音唄 (11月11日、京都)
- シルクハットの大親分 ちょび髭の熊 (11月21日、京都)
- 日本侠客伝 昇り龍 (12月3日、京都)
- ずべ公番長 東京流れ者 (12月3日、東京)
- 新宿(じゅく)の与太者 (12月18日、東京)
- 新網走番外地 吹雪のはぐれ狼 (12月30日、東京)

##### 1971年
- 博徒外人部隊 (1月12日、東京)
- カポネの舎弟 やまと魂 (1月23日、京都)
- 女渡世人 (1月23日、京都)
- 関東テキヤ一家 喧嘩火祭り (2月13日、京都)
- 博奕打ち いのち札 (2月13日、京都)
- 極悪坊主 飲む打つ買う (2月25日、京都)
- 日本やくざ伝 総長への道 (3月6日、京都)
- 日本女侠伝 血斗乱れ花 (4月3日、京都)
- 現代やくざ 盃返します (4月3日、東京)
- 日本侠客伝 刃 (4月28日、京都)
- 暴力団再武装 (5月8日、東京)
- 懲役太郎 まむしの兄弟 (6月1日、京都)
- 緋牡丹博徒 お命戴きます (6月1日、京都)
- ごろつき無宿 (6月25日、東京)
- 傷だらけの人生 (7月3日、京都)
- 女渡世人 おたの申します (7月31日、京都)
- 新網走番外地 嵐を呼ぶ知床岬 (8月13日、東京)
- 日本悪人伝 (8月26日、京都)
- 関東兄弟仁義 仁侠 (9月7日、京都)
- まむしの兄弟 お礼参り (10月1日、京都)
- 悪親分対代貸 (10月1日、京都)
- 博徒斬り込み隊 (10月14日、東京)
- 昭和残侠伝 吼えろ唐獅子 (10月27日、東京)
- 現代やくざ 血桜三兄弟 (11月19日、京都)
- 日本女侠伝 激斗ひめゆり岬 (11月19日、京都)
- 任侠列伝 男 (12月3日、京都)
- 関東テキヤ一家 浅草の代紋 (12月17日、京都)
- 新網走番外地 吹雪の大脱走 (12月29日、東京)

##### 1972年
- 緋牡丹博徒 仁義通します (1月11日、京都)
- 傷だらけの人生 古い奴でござんす (1月22日、京都)
- まむしの兄弟 懲役十三回 (2月3日、京都)
- 日本悪人伝 地獄の道づれ (2月22日、京都)
- 関東緋桜一家 (3月4日、京都)
- 望郷子守唄 (4月1日、京都)
- ゾロ目の三兄弟 (4月14日、京都)
- ギャング対ギャング 赤と黒のブルース (4月14日、東京)
- 現代やくざ 人斬り与太 (5月6日、東京)
- 日本暴力団 殺しの盃 (5月27日、京都)
- 昭和おんな博徒 (5月27日、京都)
- 男の代紋 (6月21日、京都)
- 木枯し紋次郎 (6月21日、京都)
- 極道罷り通る (7月3日、京都)
- 博奕打ち外伝 (7月30日、京都)
- 新網走番外地 嵐呼ぶダンプ仁義 (8月12日、東京)
- まむしの兄弟 傷害恐喝十八犯 (8月25日、京都)
- 木枯し紋次郎 関わりござんせん (9月14日、京都)
- やくざと抗争 (9月29日、東京)
- 着流し百人 (10月12日、京都)
- 昭和極道史 (10月12日、東京)
- 人斬り与太 狂犬三兄弟 (10月25日、東京)
- 日蔭者 (11月21日、京都)
- 緋ぢりめん博徒 (11月21日、京都)
- 賞金首 一瞬八人斬り (12月16日、京都)
- 昭和残侠伝 破れ傘 (12月30日、東京)

##### 1973年 - 1979年
- 仁義なき戦い (1973年1月13日、京都)
- ポルノ時代劇 忘八武士道 (1973年2月3日、京都)
- まむしの兄弟 刑務所暮し四年半 (1973年2月17日、京都)
- やくざと抗争 実録安藤組 (1973年3月3日、東京)
- 現代任侠史 (1973年10月27日、京都)
- あゝ決戦航空隊 (1974年9月14日、京都) ※総指揮
- ザ・ヤクザ (1974年12月21日、Warner Bros.) ※エグゼクティブプロデューサー
- 神戸国際ギャング (1975年10月14日、京都)
- 横浜暗黒街 マシンガンの竜 (1976年2月28日、東京)
- バカ政ホラ政トッパ政 (1976年10月1日、京都)
- やくざ戦争 日本の首領 (1977年1月22日、京都)
- 日本の仁義 (1977年5月28日、京都)
- ゴルゴ13 九竜の首 (1977年9月15日、京都 / 嘉倫電影)
- ボクサー (1977年10月1日、東京)
- 日本の首領 野望篇 (1977年10月29日、京都)
- 冬の華 (1978年6月17日、京都)
- 日本の首領 完結篇 (1978年9月9日、京都)
- ダイナマイトどんどん (1978年10月7日、大映)
- 総長の首 (1979年3月24日、京都)
- 夢一族 ザ・らいばる (1979年12月22日、京都)

##### 1980年 -
- 制覇 (1982年10月30日、京都)
- 修羅の群れ (1984年11月17日、京都)
- 最後の博徒 (1985年11月16日、京都)
- 姐御 (1988年11月19日、京都)
- 悲しきヒットマン (1989年9月9日、京都)
- 激動の1750日 (1990年9月15日、京都)
- 極道戦争 武闘派 (1991年11月19日、京都)
- 修羅の伝説 (1992年1月15日、東京)
- 継承盃(1992年8月29日、京都)
- 民暴の帝王 (1993年6月12日、京都)
- まむしの兄弟 (1997年11月22日、ジャパン・アート)
- 残侠 ZANKYO (1999年2月13日、京都 / 映画「残侠」上映実行委員会) ※制作
- 修羅の群れ (2002年2月16日、GPミュージアムソフト)
- 修羅の群れ 第2部 風雲編 (2002年2月16日、GPミュージアムソフト)
- 修羅の群れ 第3部 完結編 大抗争列島!! (2002年2月16日、GPミュージアムソフト)

### テレビドラマ
- 長谷川伸シリーズ（1972年、NET / 東映）
- 悪党狩り （1980年 - 1981年、12ch / 松竹 / 藤映像コーポレーション） ※個人事務所の藤映像コーポレーション名義
- 警視庁殺人課 （1981年、テレビ朝日 / 東映 / 藤映像コーポレーション）

### 脚本
- 修羅の伝説 (1992年1月15日、東京) ※構成

### 原作
- 渡世人列伝 (1969年12月27日、京都)
- まむしの兄弟 お礼参り (1971年10月1日、京都)
- まむしの兄弟 懲役十三回 (1972年2月3日、京都)
- まむしの兄弟 傷害恐喝十八犯 (1972年8月25日、京都)
- まむしの兄弟 刑務所暮し四年半 (1973年2月17日、京都)
- 激動の1750日 (1990年9月15日、京都)
- 極道戦争 武闘派 (1991年11月19日、京都)

### 出演
- あゝ決戦航空隊 (1974年9月14日、京都) - 及川古志郎
- 総長の首 (1979年3月24日、京都) - 緒方千之助
- 最後の博徒 - 川本茂（モデル・三代目山口組若頭、初代山健組組長 山本健一)

### その他
- ねじ式 (1998年7月18日、石井プロ) - 「ねじ式」を作る会 応援団